# 石佛寺水库
石佛寺水库，位于中华人民共和国辽宁省沈阳市沈北新区、法库县和铁岭县交界处，是辽河下游干流上一座平原滞洪水利枢纽工程。工程于2003年5月开始兴建，2006年10月竣工。总库容1.85亿立方米，滞洪库容1.6亿立方米。主坝为均质土坝，全长12.44千米，最大坝高12.10米，坝顶宽6米，坝址以上集水面积16.48万平方千米。左、右岸各有一条副坝。石佛寺水库是辽河下游干流防洪体系的重要组成部分，使下游防洪标准由30年一遇提高到100年一遇。库区为平原地带，沿岸工农业发达。